# Platydesmus taureus
Platydesmus taureus är en mångfotingart som beskrevs av Loomis 1964. Platydesmus taureus ingår i släktet Platydesmus och familjen Platydesmidae. Inga underarter finns listade i Catalogue of Life.